# Отар Меґвінетухуцесі
Отар Меґвінетухуцесі (груз. ოთარ მეღვინეთუხუცესი; *16 січня 1932, Тифліс, Грузія) — †8 травня 2013, Тбілісі) — радянський і грузинський актор театру і кіно.

## Біографія
Меґвінетухуцесі народився 16 січня 1932 в Тифлісі (нині — Тбілісі, Грузія).
У 1954 закінчив Тбіліський театральний інститут ім. Ш. Руставелі і був прийнятий в трупу Тбіліського драматичного театру імені К. Марджанішвілі.
У 1955 зіграв свою першу велику роль — Чонту в спектаклі «Вигнанець» Важа Пшавела.
У 1961-1962 — актор Тбіліського театру санітарної культури.
У 1967–1975 — актор Руставського драматичного театру.
У 1975 повернувся в Тбіліський академічний театр імені К. Марджанішвілі, з 1996 по 2005 — художній керівник цього театру.
У 2001 був запрошений в МХТ імені А. П. Чехова, де зіграв роль Креонта в «Антигоні» Жана Ануя.
Помер 8 травня (за іншими джерелами — 9 травня) 2013 в Тбілісі. Похований в Дідубійському пантеоні.

## Сім'я
Дружина — Гурандо Габуния (1938—2019), акторка, народна артистка Грузії.

## Визнання і нагороди
- Заслужений артист Грузинської РСР (1965)
- Народний артист Грузинської РСР (1973)
- Народний артист СССР (1979)
- Державна премія СССР (1981) — за виконання ролі Даті Туташхіа в ТВ-фільмі «Берега»
- Державна премія Грузинської РСР імені К. А. Марджанішвілі (1977) — за театральну роботу
- Державна премія Грузії ім. Шота Руставелі (1998)
- Державна премія Грузії (2001)
- Орден Честі (Грузія) (1998)
- Медаль Пушкіна (2007)
- Приз IV-го МКФ в Токіо (1991) — за найкращу чоловічу роль у фільмі «Вийди!»
- Приз КФ «Сузір'я» (1992) — за фільм «Вийди»
- Премія імені К. С. Станіславського (1997) — за внесок у розвиток театрального мистецтва
- Премія «Чайка» в номінації «Найкраща драматична роль» (2001) — за роль у виставі «Антігона»

## Театральні роботи

### Тбіліський театральний інститут ім. Ш. Руставелі
- «Щастя Ірини» Д. С. Клдіашвілі — Філіп
- «Пропозиція» А. П. Чехова — Ломов
- «Останні» М. Горького — Яків
- «Макар Діброва» О. Є. Корнійчука — Кондрат Тополя

### Тбіліський театр санітарної культури
- «Наш один вечір» Лілі Іоселіані — Гіві
- «Колеги» — Резо

### Руставський драматичний театр
- «Сірано де Бержерак» Е. Ростана — Сірано де Бержерак
- «Через сто років в березовому гаю» В. Н. Коростилёва — Микола Перший
- «На дні» М. Горького — Сатин
- «Банк-бан» І. Катона — Банк-бан
- «Обвинувальний висновок» Н. В. Думбадзе — Лимон
- «Хитромудрий ідальго» за романом М. де Сервантеса та мюзиклу Д. Вассермана — Дон Кіхот
- «Свято самотності» В. Коростилёва — Піросмані

### Тбіліський академічний театр імені К. Марджанішвілі
- «Легенда про любов» Н. Хікмета — Візир
- «Людина він?» І. Г. Чавчавадзе — божевільний Ревазі
- «Майя з Цхнеті» В. Канделакі — Кіріклапія
- «Марія Стюарт» Ф. Шиллера — Граф Бельевр
- «Сувора жінка» К. Буачидзе — Наполеон
- «Вигнанець» В. Пшавелі — Чонта
- «Річард III» Шекспіра — лорд Ловель
- «На дні» М. Горького — Сатин
- «Загибель ескадри» О. Є. Корнійчука — Гайдай
- «Навала» Л. М. Леонова — Федір Таланов
- «Два кольори» А. Г. Зака і І. К. Кузнєцова — Нодар
- «Цезар і Клеопатра» Б. Шоу — Руфіо
- «Багато галасу даремно» Шекспіра — Бенедикт
- «Чужий» С. Бегиашвілі — Ромео
- «Над прірвою в житі» Д. Селінджера — Стредлейтер
- «Мати» К. Чапека — Ондра
- «Жанна д'Арк» Жана Ануя — Варвік
- «Цар Едіп» Софокла — Едіп
- «Свято самотності» В. Коростилёва — Піросмані
- «Джордано Бруно» Л. Мароті — папа Климент VIII
- «Ромул Великий» Ф. Дюрренматта — Ромул Август
- «Хакі Адзба» Л. Кіачелі — Хакі Адзба
- «Провінційна історія» Л. Росеби — Лев
- «Отелло» Шекспіра — Отелло
- «Ніч ігуани» Т. Вільямса — Шеннон
- «Страх» А. Н. Афіногенова — Бородін
- «Хранителі Грааля» Г. Робакідзе — принц Джордж
- «Останній король» Д. К. Іоселіані — Георг XII
- «Антоній і Клеопатра» Шекспіра — Марк Антоній
- «Бахтріоні» В. Пшавелі — проповідник
- «Король Лір» Шекспіра — Король Лір
- «Три сестри» А. П. Чехова
- «Публіці дивитися забороняється» Ж. Марсана — Ерве Монтень
- «Антігона» Ж. Ануя — Креонт
- «Пілат» за М. А. Булгаковим — Понтій Пілат
- «Я Ілля!» Т. Годердзішвілі — Ілля
- «Омела» ეთერ ციცაგი — Іраклій

### Фільмографія
- 1958 — «Фатіма» — Джамбулат, син князя Алімбеков
- 1961 — «Добрі люди» — Гіга Бетанелі
- 1961 — «Під одним небом» (новела «Княжна Майя») — князь Бондо
- 1963 — «Хто осідлає коня?» — Гваді Чанба
- 1967 — «Благання» — Джокола
- 1968 — «Таріел Голуа» — Гадалендіа
- 1970 — «Десниця великого майстра» — Георгій I, цар Грузії
- 1971 — «Намисто для моєї коханої» — Магомед
- 1971 — «Цотне Дадіані» — Цотне Дадіані
- 1971 — «Шукачі затонулого міста» — людина в окулярах
- 1972 — «Білі камені» (новела «Прощай, Інеса») — Алонсо
- 1973 — «Тепле осіннє сонце» — Вахтанг
- 1973 — «Викрадення місяця» — Арзакан Звамбайя
- 1976 — «Древо бажання» — Еліоз
- 1977 — «Берега» — Дата Туташхіа
- 1980 — «Здрастуйте, все!» — Ніко Піросмані
- 1981 — «Шлях додому» — батько Антімоза Іверіелі
- 1981 — «Брат» — Пагава
- 1983 — «Клятвена запис» — Імам Кулі-Хан
- 1986 — «Арена несамовитих» — Розбите скло Херхеулідзе
- 1986 — «Кругообіг» — Дмитро Костянтинович, професор
- 1987 — «Хареба і Гоги» — штабс-капітан Ахвледіані
- 1987 — «У пошуках втраченого скарбу» — князь
- 1990 — «Турандот» — Тедоре, паралізований актор
- 1990 — «Спіраль» — академік Давид Георгадзе
- 1990 — «Білі прапори» — дядько Ісидор
- 1991 — «Вийди!» — Мотл Рабинович (номінація на премію «Ніка» в категорії Найкраща чоловіча роль)
- 1992 — «Жінка в море»
- 1992 — «Катька і Шиз» — Іраклій
- 1994 — «Будулай, якого не чекають» («Циганський острів» — ТБ) — Будулай
- 1994 — «Колискова» — священик
- 1995 — «Грибоєдовський вальс» — Олександр Гарсевановіч Чавчавадзе
- 1995 — «Тіні минулого»
- 1999 — «Дорога М»
- 2001 — «Антимоз Іверіелі» — священик монастиря імені Давида Гареджі
- 2002 — «Застряглі» — Гіго / Гурам
- 2008 — «Свічка з гробу Господнього»